# Campodoro
Campodoro (Canpodoro in veneto) è un comune italiano di 2 702 abitanti della provincia di Padova in Veneto.

## Geografia fisica
Campodoro dista circa 18 chilometri a nord-ovest sia da Padova che da Vicenza e sorge a 23 metri di altitudine sopra il livello del mare.
Il comune è composto da varie contrade, gravitanti soprattutto sui centri abitati di Campodoro e Bevadoro.

## Origini del nome
- Bevadoro (che anticamente si chiamava Bevadòr), sembra provenire dall'antico bibatorium, cioè "abbeveratoio", secondo l'ipotesi avanzata da don Gino Segato nel suo opuscolo Bevadoro, pubblicato nel 1925. Questo paese, infatti, è stato in passato un punto di sosta per pellegrini, carovane, soldatesche transitanti tra Vicenza e Padova.
- Campodoro, che fino al 1866 si chiamava Campolongo Minore, deve il suo nome alla fusione dei nomi Campolongo e Bevadoro, cioè quelli dei due centri principali del comune dell'epoca, che per anni si erano contesi primati ecclesiastici e civili.

## Storia
Le origini dei paesi che compongono il comune sono molto antiche, certamente anteriori all'anno Mille, anche se il primo documento ufficiale che cita Bevadoro e Campodoro è datato 1231.

### Simboli
Lo stemma e il gonfalone sono stati concessi con regio decreto del 16 maggio 1940.
Il gonfalone è un drappo di azzurro.

## Monumenti e luoghi d'interesse

### Chiesa di Bevadoro
L'attuale chiesa di San Leonardo in Bevadoro è stata eretta nel 1828 su disegno dell'allora arciprete Giovanni Battista Arcaro. Fu consacrata dal vescovo di Vicenza nel 1832. Fino a quell'epoca la chiesa si trovava dove ora c'è il cimitero, poco lontano dal fiume Ceresone. Alcuni documenti delle visite pastorali dei vescovi di Vicenza vi fanno riferimento datandola al XV secolo. Sulla piazza del paese esisteva fino al XX secolo un'altra chiesa, dedicata a San Giovanni Battista, ultima testimonianza della presenza dei Templari e dei Cavalieri di Malta a Bevadoro.

### Chiesa di Campodoro
La chiesa di Santa Margherita esisteva probabilmente già alla fine del XII secolo e dipendeva dalla diocesi di Padova. Nei secoli XVI-XIX fu aggregata alla chiesa arcipretale di San Leonardo in Bevadoro finché, nel 1865, il vescovo di Vicenza le concesse l'autonomia parrocchiale. 
L'attuale chiesa, incompiuta, è stata costruita tra il 1904 e il 1906. Al suo interno è custodita una tela attribuita a Palma il Giovane, raffigurante la deposizione di Gesù. I patroni sono Santa Margherita e San Basilio.

### Centro interparrocchiale
Agli inizi degli anni cinquanta, la parrocchia di Campodoro sentì l'esigenza di avere uno spazio di aggregazione. Ebbero quindi inizio i lavori di costruzione di uno stabile che oggi definiremmo polifunzionale, dotato di cinema-teatro e sale per riunioni. I lavori furono eseguiti grazie alla generosità e al volontariato della comunità. Negli anni successivi fu aggiunto un altro piano, con aule adibite all'insegnamento della dottrina cristiana. Col passare del tempo l'edificio ha cambiato più volte destinazione d'uso, ospitando un magazzino, un maglificio, le scuole medie, una palestra. Nel 2013 è stato avviato il recupero e l'ampliamento e l'edificio funge attualmente da centro interparrocchiale per Bevadoro, Campodoro e Poiana di Granfion.

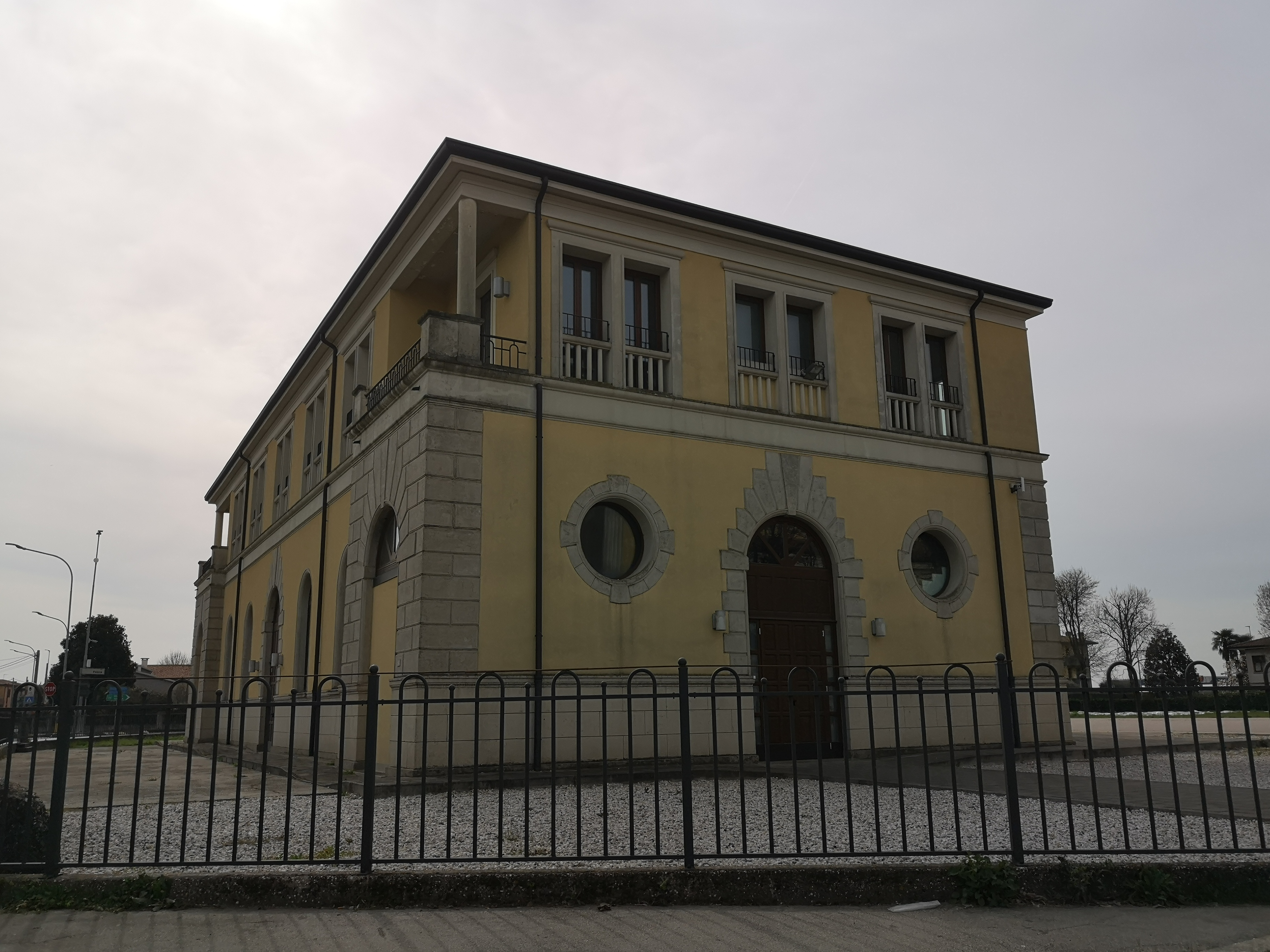
Centro interparrocchiale - stabile polifunzionale, dotato di cinema-teatro e sale per riunioni

### Barchessa e Roggia Rezzonica
All'estremità orientale di Bevadoro, al confine con Villafranca Padovana, sorge la Barchessa, un imponente edificio agrario del XVIII secolo. Essa fu il fulcro dei possedimenti dei Widmann-Rezzonico prima e dei Tretti poi, che nel 1874 rilevarono la tenuta di circa 1400 campi padovani.
Autori di importanti bonifiche agrarie, i Tretti intrapresero anche la costruzione di 40 case coloniche in sostituzione di altrettanti casoni. Le terre in loro possesso, come confermato dalla stima delle rendite di tutto il territorio eseguita dall'ing. Giacomelli di Padova nel 1860, erano caratterizzate da una resa non indifferente ancor prima dell'opera di bonifica, e ancor prima che le acque fossero convogliate in appositi canali. Fra questi spicca la roggia detta Rezzonica, fatta costruire dai Widmann-Rezzonico. Ad Abbondio Rezzonico si deve anche l'installazione del mulino (come risulta dalla Gazzetta Ufficiale del Regno d'Italia del 14-05-1871) di cui si serviranno obbligatoriamente tutti i fittavoli dei Tretti. Poco distante, in località Scalona, i Tretti gestivano poi una fornace per la produzione di materiale da costruzione. In località Torrerossa, invece, amministravano un opificio per la lavorazione del tabacco.

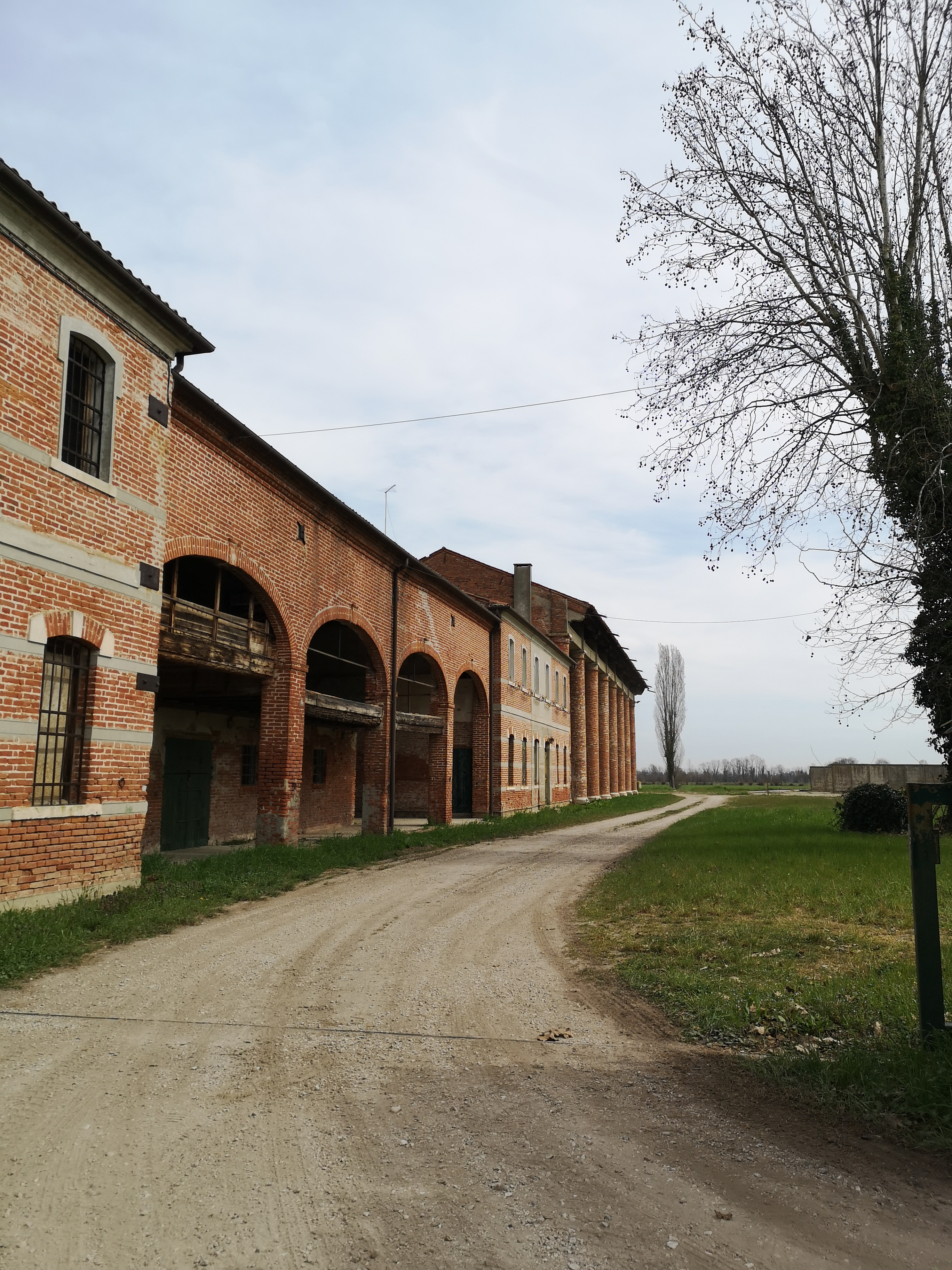
La Barchessa, imponente edificio agrario del XVIII secolo

### Torrerossa
Unico ma imponente residuo di un complesso fortificato che secondo la tradizione fu fatto erigere da Ezzelino III da Romano lungo le rive del fiume Ceresone, si trova a Bevadoro al confine con Camisano Vicentino. La vecchia torre, detta Torrerossa, mantenutasi intatta per quasi 10 secoli, subì un enorme squarcio nel terremoto del Friuli del 1976.
La fascia di confine fra le province di Padova e Vicenza fu a lungo contesa in aspre battaglie e fu più volte fortificata dalle famiglie nobili coinvolte negli scontri: la Torrerossa si inscrive appunto in una più articolata struttura di difesa dell'area padovana. Come altri edifici militari del XIII secolo, una volta pacificato il territorio sotto il governo della Serenissima, perse la funzione difensiva per trasformarsi in residenza civile, ingentilita da finestre e balconi in stile veneziano. Secondo la tradizione, dalla torre un passaggio sotterraneo conduceva ad alcune celle per prigionieri ed effettivamente nel terreno sottostante sono state individuate alcune grotte.

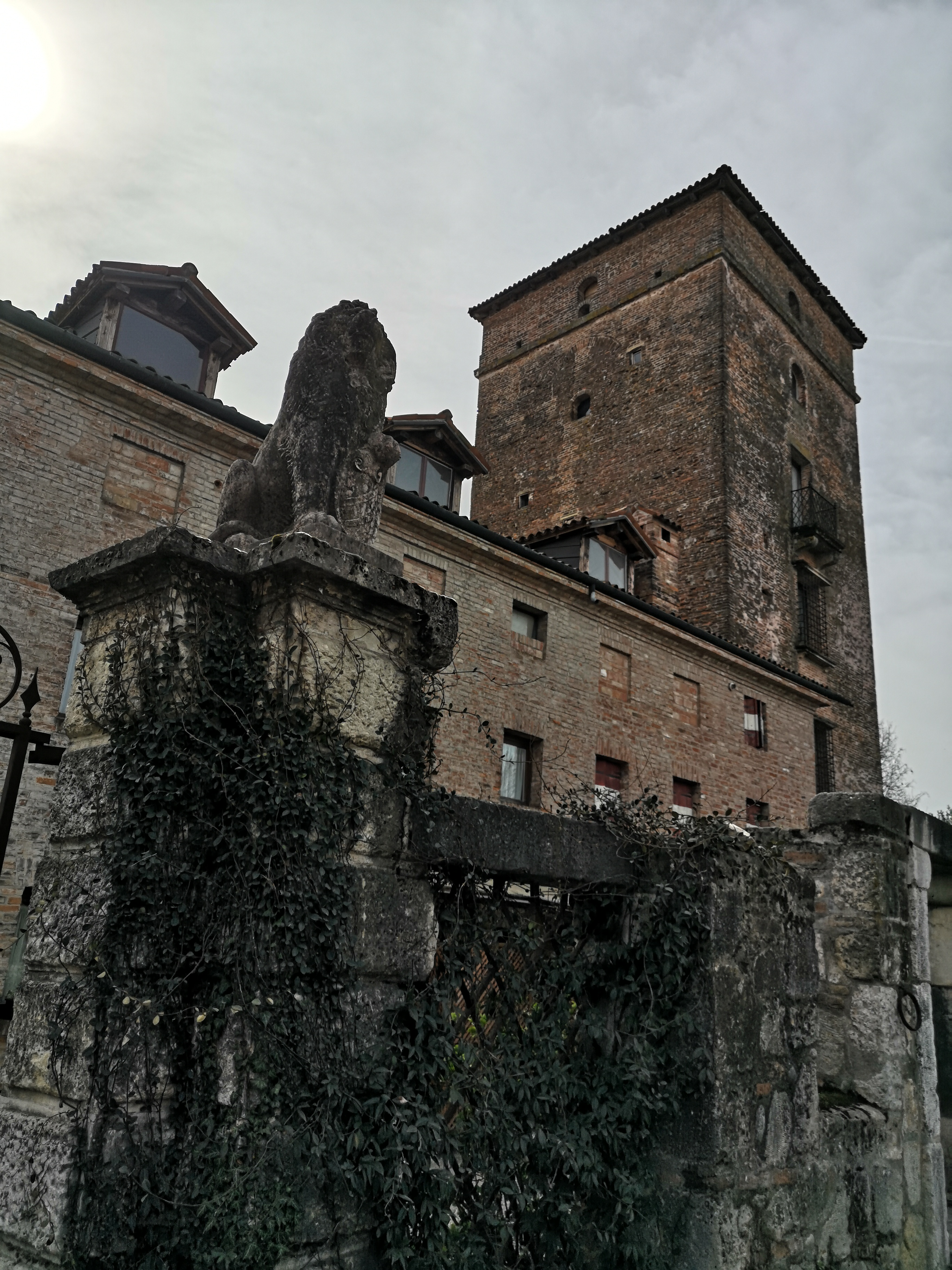
La Torre Rossa di Bevadoro, opera difensiva eretta in un punto strategico delle rogge, che tra il dodicesimo e quattordicesimo secolo fu oggetto di aspre contese

### Villa Tretti
Entrando a Bevadoro da Camisano Vicentino si incontra Villa Tretti (già Widmann-Rezzonico, ora Brazzale), il cui stile si colloca in un periodo di passaggio tra il liberty e il razionalismo. È stata progettata dall'architetto Giuseppe Torres e realizzata nel periodo 1907-1912.
Il carattere dell'intero impianto rispecchia il gusto tardo ottocentesco, mediato attraverso un più nuovo e riservato linguaggio di carattere domestico-borghese. La villa è una sintesi dinamica di volumi, tradotti in torrette e verande, che seguono un andamento asimmetrico, incorniciato dagli stucchi in stile liberty, con motivi di festoni e ghirlande, che profilano le finestre. Il disegno del parco s'intreccia idealmente con l'impianto della villa; vi era stato ideato un gioco di aiuole erbose lievemente baulate a parterre, a forma di goccia, di ellisse, e sottolineate da sentieri curvilinei.

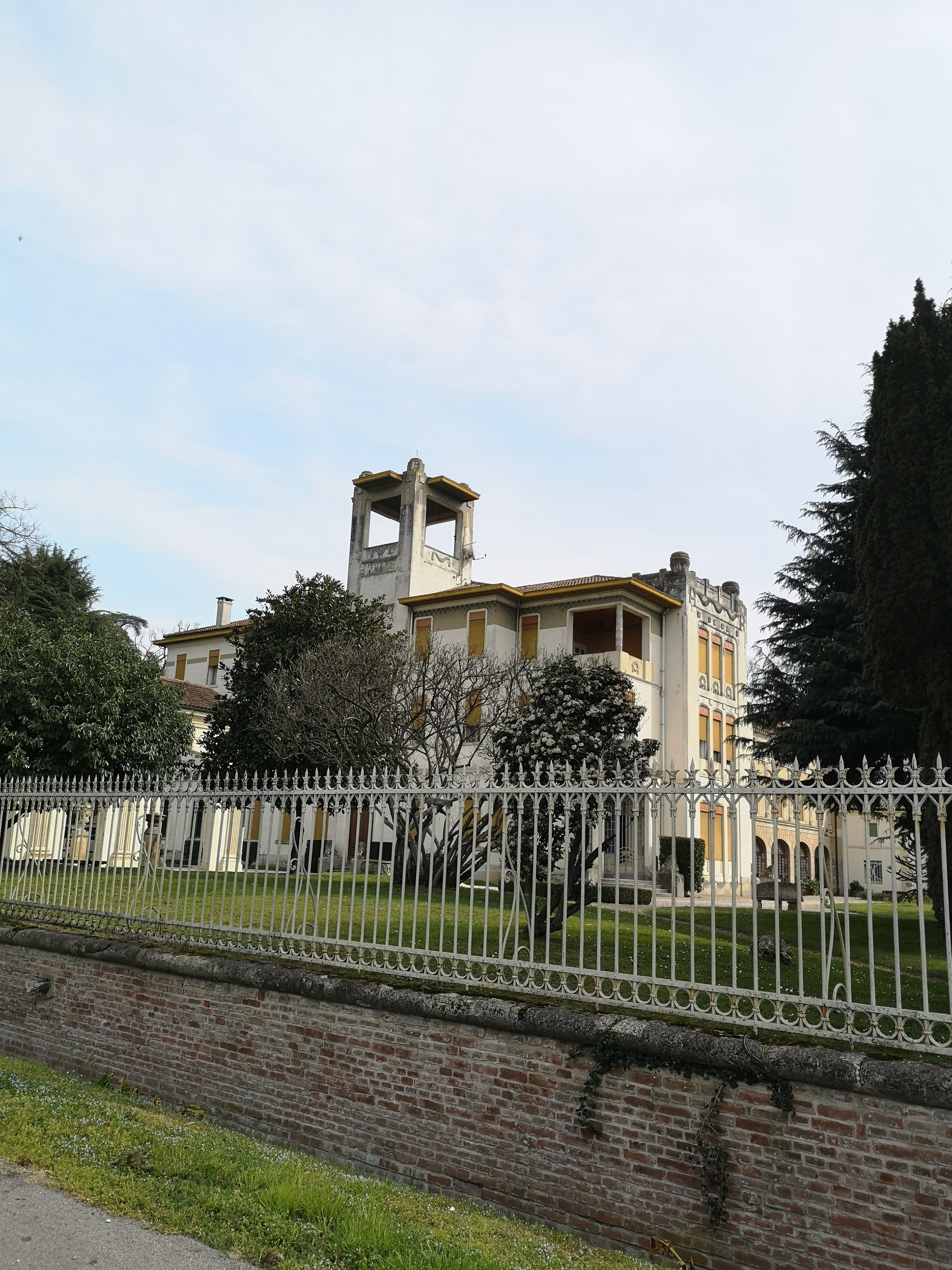
Villa Tretti a Bevadoro, progettata dall'architetto Giuseppe Torres e realizzata nel periodo 1907-1912

### Pista ciclo-pedonale Treviso-Ostiglia
Il territorio comunale è attraversato diagonalmente dalla pista ciclabile Treviso-Ostiglia, realizzata sul sedime dell'omonima ex ferrovia militare (ferrovia Treviso-Ostiglia). La stazione ferroviaria di Bevadoro, denominata inizialmente "Campodoro-Camisano" e in seguito "Campodoro", è stata in parte recuperata. Attualmente la pista ciclo-pedonale collega Quinto di Treviso e Poiana di Granfion. Sono in corso di realizzazione altre due tratte: da Quinto di Treviso a Treviso, da un lato, e il tratto nel Comune di Grisignano di Zocco verso Montegalda (che passa per Poiana di Granfion, Grisignano e Barbano), dall'altro.

## Società

### Evoluzione demografica
Abitanti censiti

## Cultura

### Eventi
Le manifestazioni più importanti che si svolgono nell'area comunale sono:
- la Festa dea Trebiatura (con la sfilata dei vecchi mestieri e il concorso degli spaventapasseri)
- la Sagra di San Leonardo (patrono di Bevadoro) (ultima edizione anno 2011)
- la Sagra di Santa Margherita (patrona di Campodoro)
- Bevadoro senza frontiere (terza settimana di luglio)(ultima edizione anno 2017)
- torneo di calcio a 5 "Città di Campodoro" (Gruppo LA TRIADE)

## Economia
L'economia del comune si basa sull'agricoltura, sull'artigianato e, in misura minore, sui servizi. In ambito agricolo, piccole aziende si alternano ad alcune di più grandi dimensioni centrate sulla produzione di mais e soia, nonché sulla zootecnia. L'ambito artigianale, di più recente insediamento (fine anni '70), è rappresentato da alcune piccole e medie imprese.

## Amministrazione

### Sindaci del Comune in età monarchica (fino al 1946)
- Antonio Ziggiotti, 1869-1873
- Luigi Giaretta, 1873-1876
- Antonio Ziggiotti (assessore anziano facente funzioni), 1876-1877
- Luigi Giaretta, 1877-1883
- Daniele Caberlon (assessore anziano facente funzioni), 1883-1884
- Giacomo Busetto, 1884-1890
- Ezio Giaretta, 1890-1902
- Orazio Tretti senior, 1902-1917
- Giacomo Martini, 1917-1920
- Silvio Ziggiotti, 1920-1920
- Giuseppe Bellamio, 1920-1922
- Luigi Ferran, 1922-1925
- Francesco Mario (conte, commissario prefettizio), 1925-1926
- Aldo De Poli (podestà), 1926-1929
- Natale Mezzaro (commissario prefettizio), 1929-1930
- Fausto Marinello (commissario prefettizio), 1930-1930
- Mario Mugna (commissario prefettizio), 1930-1930
- Orazio Tretti junior (podestà), 1930-1935
- Augusto Ferran (commissario prefettizio), 1935-1936
- Augusto Ferran (podestà), 1936-1944
- Amedeo Mileo (commissario prefettizio), 1944-1945
- Gio Batta Toffan (sindaco), 1945-1946

### Sindaci del Comune in età repubblicana (dal 1946)
|                                                      | Germano Bevilacqua  | Democrazia Cristiana | 1946-1947      | 1946   |
|                                                      | Vittorio Ometto     | Democrazia Cristiana | 1947-1949      | (1946) |
|                                                      | Antonio Pietribiasi | Democrazia Cristiana | 1949-1951      | (1946) |
|                                                      | Angelo Guerra       | Democrazia Cristiana | 1951-1954      | 1951   |
|                                                      | Giuseppe Rampazzo   | Democrazia Cristiana | 1954-1964      | (1951) |
| 1956                                                 | Giuseppe Rampazzo   | Democrazia Cristiana | 1954-1964      |        |
| 1960                                                 | Giuseppe Rampazzo   | Democrazia Cristiana | 1954-1964      |        |
|                                                      | Mario Ziggiotti     | Democrazia Cristiana | 1964-1967      | 1964   |
|                                                      | Guido Messi         | Democrazia Cristiana | 1967-1970      | (1964) |
|                                                      | Giancarlo Gottardo  | Democrazia Cristiana | 1970-1975      | 1970   |
|                                                      | Nereo Basso         | Democrazia Cristiana | 1975-1980      | 1975   |
|                                                      | Nicodemo Caporale   | Democrazia Cristiana | 1980-1985      | 1980   |
|                                                      | Erardo Garro        | Democrazia Cristiana | 1985-1990      | 1985   |
|                                                      | Aldo Toffan         | Democrazia Cristiana | 1990-1995      | 1990   |
| Sindaci eletti direttamente dai cittadini (dal 1995) |                     |                      |                |        |
|                                                      | Aldo Toffan         | Centro-destra        | 1995-2004      | 1995   |
| 1999                                                 | Aldo Toffan         | Centro-destra        | 1995-2004      |        |
|                                                      | Massimo Ramina      | Centro-destra        | 2004-2019      | 2004   |
| 2009                                                 | Massimo Ramina      | Centro-destra        | 2004-2019      |        |
| 2014                                                 | Massimo Ramina      | Centro-destra        | 2004-2019      |        |
|                                                      | Gianfranco Vezzaro  | Centro-destra        | 2019-in carica | 2019   |
| 2024                                                 | Gianfranco Vezzaro  | Centro-destra        | 2019-in carica |        |

### Gemellaggi
- Douradina, dal 1988.

## Sport

### Calcio
La principale squadra di calcio è l'S.P.D. Campodoro Calcio che milita in seconda categoria.

### Pallavolo
S.P.D. Campodoro Volley  è la squadra fondata nel 2014.
Nel 2017 si laurea campione nel campionato UISP, categoria OPEN.